# 9499 Excalibur
9499 Excalibur è un asteroide della fascia principale. Scoperto nel 1973, presenta un'orbita caratterizzata da un semiasse maggiore pari a 2,9431077 UA e da un'eccentricità di 0,0009720, inclinata di 0,95269° rispetto all'eclittica.